# Lisa Gidlöf

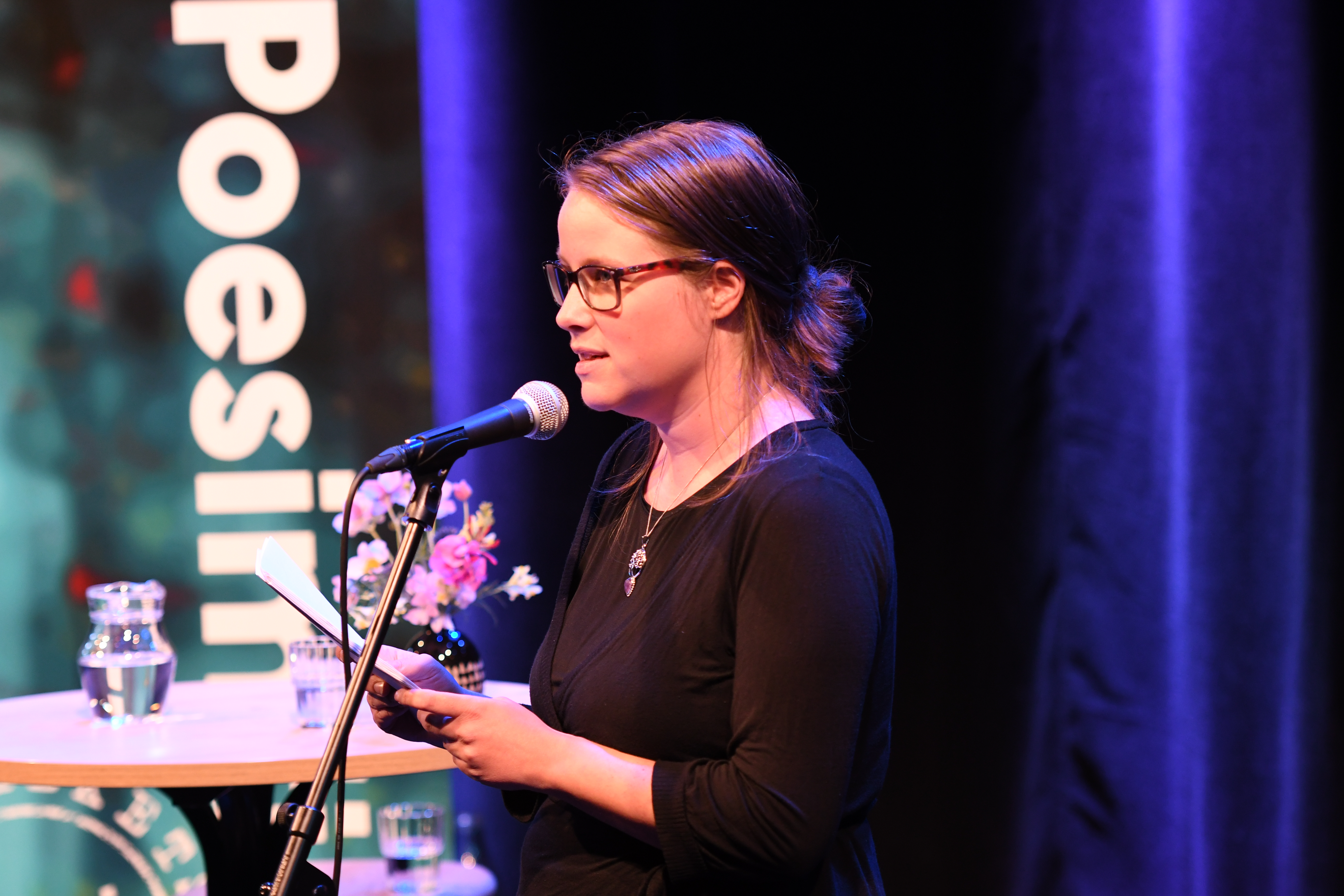
Lisa Gidlöf läser på poesimässan i Stockholm 2021.

Lisa Vilhelmina Gidlöf, född 26 mars 1985, är en svensk poet. Hon debuterade 2018 på Vendels förlag med den prosalyriska Flickan, som skildrar att bli kvinna. Hennes andra bok, diktsamlingen Intill haren, inuti haren, publicerades 2022. Gidlöf är till vardags bibliotekarie och har tidigare även arbetat som journalist och skrivit för Upsala Nya Tidning. Som författare har hon också medverkat i antologin Blå blixt på Brombergs 2017 och skrivit för tidningen Faktum.
Bland hennes inspirationskällor finns Aase Berg, Mare Kandre, Matilda Södergran och Lukas Moodysson.